# جيم كرافين
جيم كرافين (بالإنجليزية: Jim Craven)‏ هو شاعر أيرلندي، ولد في 1935، وتوفي في 1980 بسبب حادث مرور.